# Maria von Antiochia

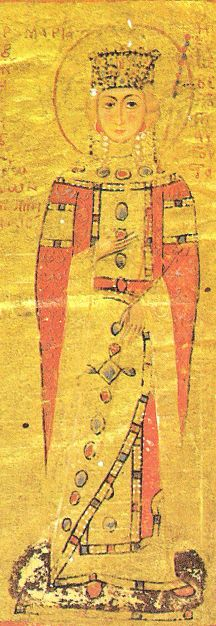
Maria von Antiochia

Maria von Antiochia (* 1145; † 27. August 1182) war eine Prinzessin von Antiochia und die zweite Gemahlin des byzantinischen Kaisers Manuel I. Komnenos. Als letztere trug sie von 1160 bis 1180 unter dem Krönungsnamen Xene den Titel einer Kaiserin von Byzanz. In den Jahren 1180 bis 1182 war sie als „erste Lateinerin“ Regentin des byzantinischen Reiches für ihren minderjährigen Sohn Alexios II. Komnenos († 1183).

## Herkunft
Maria war eine Tochter von Raimund von Poitiers und Konstanze von Antiochia.
Sie entstammte väterlicherseits aus dem Haus Auvergne-Poitou, das seit dem 10. Jahrhundert als Grafen von Poitou und Herzöge von Aquitanien zu den wichtigsten Lehensträgern der Könige von Frankreich zählten. Ihr Großvater Herzog Wilhelm IX. von Aquitanien, der erste bekannte Troubadour, hatte am Kreuzzug von 1101 teilgenommen.
Ihr Vater war von Fulko von Anjou, König von Jerusalem (reg. 1131–1144) ins Heilige Land gerufen worden, um die Herrschaft in einem exponierten Kreuzfahrerstaat – dem Fürstentum Antiochia – durch Vermählung mit Konstanze, der erst zehnjährigen Erbin des Fürstentums, zu übernehmen. Durch seine Ehe war Raimund von 1136 bis 1149 Fürst von Antiochia.
Ihre Mutter war die Erbtochter des Bohemund II. († 1130), Fürst von Antiochia und Tarent aus dem normannischen Haus Hauteville, und dessen Gemahlin Alice von Rethel, einer Tochter des Königs Balduin II. von Jerusalem.
Maria war väterlicherseits eine Cousine der Eleonore von Aquitanien, die mit ihrem Ehemann, König Ludwig VII. von Frankreich, am Zweiten Kreuzzug teilnehmend am 19. März 1148 das Fürstentum Antiochia erreichte. Sie wird ihrer damals dreijährigen Cousine Maria von Antiochia nicht allzu viel Aufmerksamkeit geschenkt haben. Ihre Zuneigung zu ihrem Onkel, Marias Vater Raimund von Poitiers, sollte hingegen völlig unabsehbare Folgen haben: Den endgültigen Verlust der Grafschaft Edessa, ihre Scheidung von König Ludwig VII., den Aufstieg des Hauses Plantagenet durch ihre Ehe mit Heinrich II. König von England (reg. 1154–1189) und den Jahrhunderte dauernden Kampf zwischen Frankreich und England um ihr Erbe in Südwestfrankreich.
Maria war auch eng mit den Königen von Jerusalem verwandt, da sie eine Nichte von Balduin III. und Amalrich I. war, die 1144 bis 1162 bzw. 1163 bis 1174 regierten.

## Leben

### Kindheit in Antiochia
Die Kindheit der jungen Prinzessin war nicht leicht. Das Fürstentum Antiochia war ein im Jahre 1099 gegründeter Kreuzfahrerstaat, dessen gleichnamige Hauptstadt am Fluss Orontes seit der Antike eine Großstadt und von gewaltigen Mauern mit über 400 Türmen umgeben war. Der neue Staat wurde allerdings von allen Seiten bedroht: Vom türkischen Sultanat der Rum-Seldschuken von deren Rivalen, den turkmenischen Danischmenden – gegen die Fürst Bohemund II. von Antiochia 1130 gefallen war – von den turkmenischen Dynastie der Zengiden – die ab 1128 Teile des Irak (Mosul) und Syriens (Aleppo und später auch Damaskus) beherrschten – und von der kurdischen Dynastie der Ayyubiden – die nach 1174 die Rolle der Zengiden übernahmen. Aber auch mit den christlichen Nachbarn wie dem Fürstentum Kleinarmenien und dem Byzantinischen Reich gab es Spannungen und Konflikte. Dies einerseits, da sich die Fürsten von Antiochia als souverän ansahen, obwohl sie formell eine Lehensabhängigkeit von Byzanz eingegangen waren und andererseits, da permanent religiöse Rivalitäten zwischen der ansässigen orthodoxen Bevölkerung und den „Lateinern“, d. h., den römisch-katholischen Kreuzfahrern, bestanden. Letztere fühlten sich dem Königreich Jerusalem mehr verbunden, dessen König in Antiochia immer wieder Schutzfunktionen übernehmen mussten.
Ein Jahr vor der Geburt der Maria von Antiochia wurde die Lage prekär, da ein wichtiges Bollwerk des Fürstentums, die lehensabhängige Grafschaft Edessa, 1144 von Zengi, dem Atabeg von Mosul und Aleppo, erobert wurde. Ein Schock, der Anlass für den Zweiten Kreuzzug war, der aber keine nennenswerten Eroberungen im Heiligen Land erreichte.
Maria verlor bereits im Kindesalter ihren Vater. Dieser hatte gegen den damaligen Hauptfeind der christlichen Staaten, Nur ad-Din Atabeg von Aleppo – den Sohn Zengis – mehrere Schlachten geschlagen, wurde aber am 28. Juni 1149 von diesem in seinem Feldlager in der Ebene von Inab überrascht. Sein Heer wurde in der folgenden Schlacht von Inab vernichtet und er selbst von dessen kurdischen General Schirkuh, dem Onkel Saladins, getötet.
Marias Mutter, Konstanze, war dadurch mit 22 Jahren Witwe und wieder alleinige Fürstin von Antiochia. Da ihr ältester Sohn Bohemund III. („der Stammler“) erst fünf Jahre alt war, übernahm angesichts der bedrohlichen Lage ihr Onkel, König Balduin III. von Jerusalem, die Regentschaft des Fürstentums und drängte Konstanze, sich wieder zu verheiraten. Sie lehnte jedoch die ihr vorgeschlagenen hochrangigen Bewerber ab und beschloss nach einigem Zögern 1153 den unbemittelten französischen Kreuzfahrer Rainald von Chatillon zu heiraten. Dieser wurde dadurch zum Fürsten von Antiochia – und zum Stiefvater der damals achtjährigen Prinzessin Maria.
Marias Jugend wurde daher durch ihren Stiefvater Rainald von Chatillon geprägt, der sich drastisch von ihrem Vater unterschied. Rainald war wohl einer der negativsten Repräsentanten der Kreuzfahrer: Er war zwar ein tollkühner Ritter, zugleich aber habgierig, rücksichtslos, gewalttätig und bar jeder religiösen oder moralischen Motivation. Sein Verhalten trug wesentlich zu den Problemen der Kreuzfahrerstaaten und letztlich 1187 zum Verlust weiter Teile des Heiligen Landes einschließlich Jerusalems an die Muslime bei.
In Antiochia erpresste und misshandelte er den reichen und nicht gerade sittenstrengen lateinischen Patriarchen von Antiochia Aimerich von Limoges, um damit einen Überfall auf Zypern zu finanzieren, wo er den Gouverneur, Johannes Dukas Komnenos, gefangen nahm und die Insel plünderte. Durch diesen Überfall provozierte er seinen – bisher völlig ignorierten – Souverän, Kaiser Manuel I. von Byzanz, wobei hinzukam, dass der Gouverneur dessen Neffe und Bruder der Theodora Komnena war, die mit Heinrich II. Jasomirgott, dem ersten Herzog von Österreich und Halbbruder des römisch-deutschen Königs, Konrad III. verheiratet war. Da Kaiser Manuel daraufhin mit einer Armee nach Antiochia zog, sah Raimund keine andere Möglichkeit, als sich zu unterwerfen. Er verschaffte dadurch den Bürgern von Antiochia – und seiner Stieftochter Maria – ein spektakuläres Schauspiel: Im Herbst 1158 ritt Kaiser Manuel I. mit glanzvollem Gefolge in Antiochia ein, wo sich ihm Raimund, vor der versammelten schaulustigen Bevölkerung – barfüßig und im Büßerhemd – zu Füßen warf. Erst nach Stunden der Missachtung wurde ihm unter strikten Auflagen Begnadigung gewährt.
Bei einem späteren Raubzug in den Anti-Taurus wurde Rainald im Jahr 1160 von Majd ad-Din, dem Statthalter Nur ad-Dins in Aleppo, gefangen genommen. Die nächsten fünfzehn Jahre verbrachte er in einem Kerker in Aleppo, da Nur ad-Din sich beharrlich weigerte, einen so gefährlichen Mann gegen Lösegeld freizugeben.
In Abwesenheit Raimunds beanspruchte Marias Mutter, die Fürstin Konstanze, neuerlich die Herrschaft. Die Bevölkerung unterstützte jedoch Marias ältesten Bruder, den 15-jährigen Bohemund III. Dieser wurde daher von König Balduin III. von Jerusalem, als dessen Vormund, zum Fürsten eingesetzt, wobei zugleich die Regentschaft an einen erbitterten Gegner Raimunds, nämlich den von ihm misshandelten Patriarchen von Antiochia, Aimerich von Limoges, übertragen wurde. Konstanze protestierte am Hof von Konstantinopel gegen diese Entmachtung, als Eingriff in byzantinische Hoheitsrechte, da Antiochia ja ein byzantinisches Lehen und nicht eines des Königreiches Jerusalem war.

### Kaiserin von Byzanz
Eine entscheidende Wende in Marias Leben bahnte sich Ende 1159 mit dem Tod der Kaiserin Irene (Bertha von Sulzbach), der ersten Gemahlin von Kaiser Manuel I. von Byzanz (reg. 1143–1180) an. Manuel I. wollte den lateinischen Osten näher an sich binden, sandte daher 1160 eine Gesandtschaft unter der Leitung seines Neffen, des „Megas Dux“ Johannes Kontostephanos (Sohn seiner Schwester Anna Komnena mit Stephanos Kontostephanos), nach Jerusalem und bat König Balduin III., für seine zweite Ehe heiratsfähige Prinzessinnen aus den Kreuzfahrerstaaten zu benennen. Balduin nannte ihm zwei seiner Cousinen: Maria von Antiochia und Melisende von Tripolis, die Tochter des Grafen Raimund II. von Tripolis. Beide waren wegen ihrer Schönheit berühmt. Nach einigem Zögern entschied sich der Kaiser für Maria. Sei es wegen des Machtstrebens Raimunds von Tripolis, dem Bruder Melisendes, sei es wegen Gerüchten über ihre nicht-eheliche Abkunft oder sei es, um das Fürstentum Antiochia, das ein byzantinisches Lehen war, besser kontrollieren zu können.
Der Bruder Melisendes, Graf Raimund III., war wütend. Er verlangte, dass man ihm den Aufwand für die Aussteuer ersetze. Als die abgelehnt wurde, beschloss er, sich für diese Schmach zu rächen, indem er die für die Hochzeit seiner Schwester gebauten und geschmückten zwölf Galeeren in Kriegsschiffe umrüsten ließ und mit ihnen einen Überfall auf Zypern unternahm. Melisende überlebte diese Zurückweisung nicht lange, sie welkte dahin und verstarb bald nach 1161. Sie lebte aber in den romantischen Dichtungen der Troubadoure als Modell der „Princesse lointaine“ fort.
Da die Wahl auf Maria gefallen war, traf in Antiochia eine hochrangige kaiserliche Gesandtschaft ein, die unter der Leitung eines Vetters des Kaisers, des „Megas Dux“ Alexios Bryennios Komnenos († nach 1156; Sohn der Anna Komnena und des Thronprätendenten Nikephoros Bryennios) und des Präfekten von Konstantinopel Johannes Kamateros stand. Sie handelte nicht nur den Ehekontrakt aus, sondern bestätigte auch Marias Mutter Konstanze als Fürstin von Antiochia.
Maria, die von Zeitgenossen als besonders liebreizend beschrieben wurde, begann ihre Reise nach Konstantinopel im September 1161 in St. Simeon, dem Hafen von Antiochia. Sie war dabei wohl in zweifacher Hinsicht glücklich: Da sie als Kaiserin von Byzanz einen Platz am „höchsten Thron der Christenheit“ einnehmen würde, aber auch deswegen, da sie nicht ahnen konnte, welches Schicksal sie dort erwarten sollte.
Am 25. Dezember 1161 wurde sie mit allem Prunk, den Konstantinopel zu bieten hatte, in der Kirche Hagia Sophia von drei Patriarchen, Lukas Chrysoberges von Konstantinopel, Sophronios von Alexandrien und Titular-Patriarch Athanasios von Antiochia getraut.
Im folgenden Jahr wurde Marias Bruder Bohemund III. volljährig und sollte daher die Regierung des Fürstentums übernehmen. Seine Mutter, die Fürstin Konstanze, war jedoch nicht bereit die Macht abzugeben, ersuchte daher den byzantinischen Gouverneur von Kilikien, Konstantin Kalamanos (aus dem ungarischen Königshaus der Árpáden), um Unterstützung. Als dies bekannt wurde, kam es zu einem Volksaufstand, der Bohemund III. 1162 endgültig die Herrschaft sicherte, während Konstanze in die Verbannung geschickt wurde und bald nachher verstarb.
Kaiser Manuel I. lud daraufhin den jüngeren Bruder Marias, Balduin von Antiochia und später auch ihre Halbgeschwister Rainald (II.) und Alix von Chatillon nach Konstantinopel ein, sei es, um Maria das Zusammenleben mit ihren Geschwistern zu ermöglichen oder um sie als Geiseln zu benützen.
Marias Heimat, das vom Kaiserreich anhängige Fürstentum Antiochia, war im Jahr 1164, nahe daran, in die Hand der Muslime zu fallen. Nur ad-Din belagerte mit einer großen Armee die Schlüsselfestung Harenc. Ihr Bruder, Fürst Bohemund III. eilte auf den Hilferuf seines Vasallen, Reinhold von Saint-Valerie, dem Herren von Harenc, herbei und veranlasste dadurch Nur ad-Din zur Aufhebung der Belagerung. Dadurch ermutigt versuchte er dessen Heer mit seiner unzulänglichen Truppe angreifen. Er wurde jedoch am 10. August 1164 in der Schlacht von Artah, von Nur ad-Din besiegt und gemeinsam mit Graf Raimund III. von Tripolis und dem General der byzantinischen Truppen, Konstantin Kalamanos, gefangen genommen und in Aleppo eingesperrt, wo er im Gefängnis auf seinen Stiefvater, Rainald von Chatillon, traf.
Antiochia war daher ohne Fürsten und ohne Verteidigung. Nur ad-Din verzichtete jedoch auf die Eroberung, da ihm ein Kleinfürstentum als Nachbar lieber war, als das Byzantinische Reich, das zweifellos versucht hätte, Antiochia – die Heimat der Kaiserin – zurückzuerobern.
Maria bemühte sich sofort um die Freilassung ihres Bruders. Da dieser das geforderte hohe Lösegeld nicht aufbringen konnte, bewog sie ihrem Gemahl, Kaiser Manuel I., dieses zu bezahlen. Aus diesem Anlass konnte sie ihren Bruder wiedersehen, da er nach seiner vorläufigen Freilassung Konstantinopel besuchte, um sie zu treffen – und um seinen Schwager um das Lösegeld zu bitten.
Die Sympathien von Kaiser Manuel für die „lateinische“ Welt, die ihm als fortschrittlicher erschien, wurden durch die Ehe Manuel I. mit Maria von Antiochia bestätigt, und wohl auch verstärkt, da auch sie zur „Westlastigkeit“ der kaiserlichen Politik beigetragen haben dürfte.
Es wäre naheliegend, ist aber nicht zu beweisen, dass Maria Anteil an einem bemerkenswerten Vorschlag hatte, den Kaiser Manuel I. im Jahre 1166 dem Papst Alexander III., angesichts dessen Streitigkeiten mit Kaiser Friedrich I. Barbarossa, übermitteln ließ: Er sei bereit, im Bereich der Religion alle Zugeständnisse zu machen, die geeignet wären, das seit 1054 bestehende große morgenländische Schisma zwischen der Orthodoxen Kirche und der Katholischen Kirche zu überwinden und dem Papst zusätzlich eine hohe finanzielle Unterstützung zu zahlen. Dies, sofern der Papst ihm auch die westliche Kaiserkrone übertragen würde. Denn dadurch hätte die lange verlorene alte Einheit des römischen Reiches wiederhergestellt werden können.
Der Vorschlag war von visionärem Wunschdenken geprägt, aber gänzlich unrealistisch. Kaiser Friedrich I. Barbarossa saß fest im Sattel und die Kirchenspaltung war bereits viel zu tief und zu emotional, um durch einen Federstrich zu verschwinden. Zugleich war Kaiser Manuel I. im Westen wegen der „Treulosigkeit“ der Griechen während der Kreuzzüge nicht populär, und auch da man meinte, er beabsichtige Syrien und Palästina unter seine Kontrolle – und damit unter die der orthodoxen Kirche – zu bringen. Auch in Konstantinopel war er – wegen seiner offenkundigen Sympathien für die „lateinische“ Lebensweise – unbeliebt. Der Versuch eines „Anschlusses“ der Orthodoxen Kirche an Rom hätte ihn wohl den Thron gekostet.
Unter dem Einfluss Marias wurden die Verbindungen zwischen Byzanz und den Kreuzfahrerstaaten weiter gefördert: Kurz nach der Gefangennahme ihres Bruders, Bohemund III. von Antiochia sandte ihr Onkel, der neue König Amalrich I. von Jerusalem (reg. 1163–1174) 1164 eine Gesandtschaft an Kaiser Manuel I. mit dem Wunsch, sich mit einer kaiserlichen Prinzessin zu vermählen und ein Bündnis zum Angriff auf Ägypten zu schließen. Da Kaiser Manuel I. und Maria noch keine Kinder hatten und die einzige Tochter Manuels aus dessen erster Ehe Maria Komnena mit dem ungarischen Prinzen Béla III. von Ungarn verlobt war, der seit 1163 als „Despotes Alexios“ als byzantinischer Thronfolger galt, kam nur eine kaiserliche Nichte in Frage. Nach zwei Jahren fiel die Wahl schließlich auf Maria Komnena (* 1154; † vor 1217), eine Tochter des Johannes Dukas Komnenos, Dux von Zypern (reg. 1155–1176), eines Neffen des Kaisers Manuel. Bemerkenswert ist, dass Johannes Dukas Komnenos der byzantinische Gouverneur von Zypern war, den Marias Stiefvater Rainald 1157 bei seinem Überfall auf Zypern besiegt und gefangen genommen hatte, um die Insel auszuplündern. Die Eheschließung fand am 29. August 1167 mit großem Gepränge in der Kathedrale von Tyros statt und führte zu Verhandlungen über eine gemeinsame Aktion gegen Ägypten.
Ein noch persönlicheres Interesse hatte Maria an der 1175 geschlossene Ehe ihres Bruders, des Fürsten Boemund III. von Antiochia mit Theodora Komnena, der Schwester der soeben genannten Gemahlin von König Amalrich I. von Jerusalem.
Die folgenden Jahre bis 1175 waren für Maria eine gute Zeit. Im Jahre 1169 hatte sie den ersehnten Thronfolger, Alexios II. Komnenos geboren. Am 10. März 1171 gab es ein Wiedersehen mit ihrem Onkel, König Amalrich I. von Jerusalem, der mit großem Gefolge – darunter der Großmeister des Templerordens, Philipp von Milly – nach Konstantinopel kam und dort unter anderem hinsichtlich eines gemeinsamen Angriffs auf Ägypten einen (nicht erhaltenen) Vertrag unterzeichnete, der Byzanz eine Art von Oberherrlichkeit über das Königreich Jerusalem einräumte. Zugleich gelang es Manuel, die Expansion der Seldschuken unter Kontrolle zu halten und im Westen seinen Einflussbereich in Ungarn und Italien auszuweiten.
Nach dem Tod Nur ad-Dins im Jahre 1175 wurde schließlich ihr Stiefvater, Rainald von Chatillon, der – inzwischen Witwer – kurz darauf Stephanie von Milly, die Tochter des Großmeisters des Templerordens Philipp von Milly und Erbin der bedeutenden Herrschaft Oultrejordain heiratete, die damit zur Stiefmutter Marias wurde.
Ein drastischer Rückschlag war jedoch die katastrophale Schlacht bei Myriokephalon am 17. September 1176 wo das gewaltige kaiserliche Heer in einem Engpass von den Truppen Kilidsch Arslan II., dem Sultan der Rum-Seldschuken vernichtend geschlagen wurde und damit auf immer die Fähigkeit verlor, in Syrien zu intervenieren und Antiochia seinen Willen aufzuzwingen.
Kurz vor dem Tod Manuel I. kam es noch zu einer weiteren Verstärkung des lateinischen Elements, da Marias Sohn, Alexios II. Komnenos, der Erbe des Kaisers, am 2. März 1180 mit der neunjährigen Prinzessin Agnes von Frankreich, einer Tochter des Königs Ludwig VII. und der Adela von Champagne vermählt wurde, die daraufhin den Namen Anna annahm.

### Erste lateinische Herrscherin von Byzanz
Kaiser Manuel I. starb am 24. September 1180. Da sein Erbe, Kaiser Alexios II. Komnenos erst elf Jahre alt war, übernahm der Tradition entsprechend Maria als Mutter des Kaisers die Regentschaft. Sie war damit die erste „lateinische“ Herrscherin des Byzantinischen Reiches.
Ihre Aufgabe war keineswegs leicht: Kaiser Manuel I. hinterließ ihr ein unvollständiges Werk. Sein Ehrgeiz, sich zum universellen Herrscher der Christenheit aufzuschwingen, hatte ihn zu Abenteuern in Ungarn und Italien verleitet, durch die er im Westen und teils im Osten seinen Einflussbereich erweitern konnte. Durch die vielen Kriege und durch die Gewährung ruinöser Konzessionen an die westlichen Handelsmächte ruinierte er jedoch die finanziellen Grundlagen der byzantinischen Macht. Die schwere Niederlage in der Schlacht von Myriokephalon hatte zugleich auch das zweite Standbein byzantinischer Macht, die Streitkräfte, irreparabel beschädigt.
Hinzu kam, dass Manuel sich weite Teile der Bevölkerung durch die einseitige Ausrichtung auf die lateinische Lebensart entfremdet hatte. Dies galt in noch größerem Umfang für Maria von Antiochia, die selbst Lateinerin war und sich während ihrer Regentschaft außenpolitisch auf die lateinischen Staaten und im Inneren auf die westlichen Kaufherren aus Venedig, Pisa und Genua stützte, die in Byzanz wegen ihrer Privilegien beneidet und wegen ihrer Arroganz gehasst wurden. Auch waren die zahllosen Übergriffe und Massaker, die die Kreuzfahrer in Byzanz begangen hatten, unvergessen.
Als ihren Berater – und wie viele meinten, als Geliebten – wählte Maria einen Neffen ihres Mannes, den Protosebastos Alexios Komnenos, einen Bruder des oben erwähnten Johannes Dukas Komnenos, Dux von Zypern aus, der ihre „lateinischen“ Sympathien teilte, uneinsichtig und arrogant und daher sehr unpopulär war.

### Absetzung und Tod
Es dauerte nicht lange, bis sich in Konstantinopel eine kräftige Opposition bildete, die sich um die Stieftochter Marias, die „purpurgeborene“ Prinzessin Maria Komnena und ihren Gatten, den „Caesar“ Rainer von Montferrat scharte. Deren Verschwörung zur Ermordung ihres Günstlings schlug zwar fehl, jedoch war Maria gezwungen, die Verschwörer zu begnadigen. In ihrer Not rief Maria den Schwiegersohn ihres Mannes, König Béla III. von Ungarn zu Hilfe, während die Opposition einen Vetter ihres Gemahls, Andronikos I. Komnenos, einen alternden aber legendären Kriegshelden und Verführer rief, der seine Ambitionen auf den Thron nie begraben hatte. Im April 1182 marschierte er mit einer wachsenden Armee durch Kleinasien. Als Andronikos sich dem Bosporus näherte, entlud sich der aufgestaute Hass der Bevölkerung gegen die Vormachtstellung der „Lateiner“ in Form von Pogromen gegen alle katholischen Einwohner und insbesondere gegen die italienischen Kaufleute, wobei alle, die nicht rechtzeitig fliehen konnten, Massakern zum Opfer fielen.
In Konstantinopel ließ sich Andronikos I. am 16. Mai 1182 neben seinem jugendlichen Neffen Alexios II. Komnenos zum Mitkaiser krönen, übernahm die tatsächliche Macht und widmete sich sofort der Beseitigung möglicher Nebenbuhler: Der Günstling und Berater der Kaiserin, Alexios Komnenos, wurde ins Gefängnis geworfen und grausam geblendet.
Maria wurde abgesetzt und zum Tod durch Erdrosseln verurteilt. Ihr vierzehnjähriger Sohn wurde gezwungen, das Todesurteil persönlich zu unterschreiben. Am 27. August 1182 wurde sie von dem Hetaireiarchen Konstantinus Tripsychos getötet und ihre Leiche ins Meer geworfen.
Selbst vor den Anführern der Revolte, die ihn an die Macht gebracht hatten, machte Andronikos I. nicht Halt: Die Halbschwester Alexios, die „purpurgeborene“ Prinzessin Maria Komnena und ihr Mann starben plötzlich im Sommer 1182, vermutlich in seinem Auftrag vergiftet. Nicht genug damit, ließ Andronikos Ende 1183 den jugendlichen Kaiser Alexios II. Komnenos erdrosseln, heiratete mit über sechzig Jahren dessen zwölfjährige Witwe, die Kaiserin Anna (Agnes von Frankreich), und erhob seinen Sohn aus erster Ehe Johannes zum Mitkaiser.
Anfangs zumindest ein tüchtiger Regent wurde er rasch zum grausamen Unterdrücker, sodass er schließlich von der aufgebrachten Menge festgenommen, gefoltert und am 12. September 1185 vom Pöbel in Stücke gerissen wurde.